# Фонтен су Мондидје
Фонтен су Мондидје (фр. Fontaine-sous-Montdidier) насеље је и општина у североисточној Француској у региону Пикардија, у департману Сома која припада префектури Мондидје.
По подацима из 2011. године у општини је живело 121 становника, а густина насељености је износила 13,4 становника/km². Општина се простире на површини од 9,03 km². Налази се на средњој надморској висини од 100 метара (максималној 127 m, а минималној 46 m).

## Демографија
| 1962. | 1968. | 1975. | 1982. | 1990. | 1999. | 2011. |
| ----- | ----- | ----- | ----- | ----- | ----- | ----- |
| 74    | 98    | 89    | 88    | 94    | 119   | 121   |

График промене броја становника у току последњих година